# Xã Newbury, Quận LaGrange, Indiana
Xã Newbury (tiếng Anh: Newbury Township) là một xã thuộc quận LaGrange, tiểu bang Indiana, Hoa Kỳ. Năm 2010, dân số của xã này là 5.219 người.